# A Sailor Tramp
A Sailor Tramp er en britisk stumfilm fra 1922 af Floyd Martin Thornton.

## Medvirkende
- Victor McLaglen
- Pauline Johnson
- Hugh E. Wright
- Ambrose Manning
- Harry Worth
- Bertie Wright